# Sciascinoso
Le sciascinoso est un cépage italien de raisins rouges.

## Origine et répartition géographique
Il provient du sud de l’Italie.
Il est classé recommandé dans la région Campanie. En 1998, elle couvrait 440 ha.

## Caractères ampélographiques
- Extrémité du jeune rameau duveteux, blanc à liseré rosé.
- Jeunes feuilles aranéeuses, blanchâtres à dessous duveteux.
- Feuilles adultes, à 5 lobes avec des sinus supérieurs très larges en lyre ouverte, un sinus pétiolaire en U ouvert, des dents anguleuses, étroites et en deux séries, un limbe cotonneux blanc.

## Aptitudes culturales
La maturité est de troisième époque : 30 jours après le chasselas.

## Potentiel technologique
Les grappes et les baies sont de taille grande. La grappe est légèrement conique ou cylindrique. Le cépage est de bonne vigueur préférant une taille longue.
Il donne des vins très coloré. Les vins sont à consommer dans l'année. Généralement il est vinifié en assemblage avec les cépages piedirosso et aglianico.

## Synonymes
Le sciascinoso est connu sous les noms de avellinese, cascolo, cascolone, foscopeloso, livella, livellone, sancinoso, sanginoso, sanguinosa, sarcinosa, sciascinoso, sciascinuso, strascinatolo, strascinuso, uva, pane rossa, uva di Avellino, uva Sanseverino, olivella bastarda, olivellone.